# Григориос Димопулос
Григориос или Григорис Димопулос (на гръцки: Γρηγόριος Δημόπουλος, Γρηγόρης Δημόπουλος) e гръцки революционер, деец на гръцката въоръжена пропаганда в Македония.

## Биография
Роден е в 1887 година в Епаноми в семейството на Аргирис и Хрисула Димос. Сменя името си на Димопулос, за да не пострада семейството му от българи или турци. Има шест братя, като брат му Георгиос също е деец на гръцката пропаганда от Ι ред. Григорис Димопулос се присъединява към гръцкото въоръжено усилие в 1904 година още ненавършил 18 години и сътрудничи на гръцкото консулство в Солун. Димитриос Какавос – Зоис и консулът Ламброс Коромилас го задържат в изпълнителния отдел на Гръцката организация.
В 1906 година Димопулос е изпратен в района на Ениджевардарското езеро под командването на капитаните Гоно Йотов и Йоанис Деместихас. Участва в много операции срещу българските чети в езерото, които описва в подробните си спомени и така те стават важен исторически извор за гръцко-българския сблъсък в езерото.
На следващата 1907 година Деместихас се разболява, а Георгиос Пападопулос – Никифорос е убит и на 25 юни 1907 година Димопулос се завръща в Солун и отново се присъединява към терористичния отряд на Георгиос Пендзикис . След участието му в покушение срещу лидера на Солунската българска община Тодор Хаджимишев през март 1908 година, екзекуцията на турския бей Зиир и убийството на турския бирник Идриз, той е принуден, издирван от турците, да се укрие в Атина, където с намесата на Деместихас е зачислен във флота. Димопулос служи на торпедния катер, командван от Деместихас, транспортиращ оръжие до Македония. По-късно е преместен на броненосеца „Псара“ и през ноември 1910 година е уволнен на Корфу, където изчаква да мине зимата, преди да може да се върне в Македония.
През пролетта на 1911 година Димопулос начело на малка чета акостира на Халкидики, опитвайки се да развие партизански действия, но без успех. Останал сам пристига в Солунското гръцко консулство, къдото получава заповед да замине за Гърция, тъй като много капитани са убити.
При избухването на Балканската война в 1912 година е в Гръцката армия. Участва и в Съпротивата по време на Втората световна война.